# Prvi hrvatski redarstvenik (dokumentarni film)
Prvi hrvatski redarstvenik, hrvatski dokumentarni film iz 2001. godine. Snimljen je u produkciji umjetničke organizacije Zora film. U realizaciji sudjelovala je Udruga Prvi hrvatski redarstvenik, MORH i HRT. 